# Bellefontaine (Martinique)
Bellefontaine is een gemeente in Martinique en telde 1.813 inwoners in 2019. De oppervlakte bedraagt 11,89 km². Het ligt ongeveer 13 km ten noordoosten van de hoofdstad Fort-de-France.

## Overzicht
Bellefontaine is vernoemd naar Guillaume Michel die Sieur de Bellefontaine genoemd werd, en een 17e-eeuwse kolonist van het gebied was. De gemeente Bellefontaine is in 1950 opgericht door afsplitsing van Case-Pilote. In 1984 werd een thermische centrale gebouwd voor de elektriciteitsvoorziening. In 1991 stortten de klippen tussen Bellefontaine en de centrale in en namen de hoofdweg mee. Er vielen geen doden of gewonden. Een nieuwe centrale werd gebouwd naast de beschadigde oude centrale. De nieuwe centrale heeft een capaciteit van 220 megawatt, en werd in 2013 geopend. De oude centrale werd in 2014 ontmanteld.
De economie is gebaseerd op landbouw en visserij. In 1948 werd een modernistisch gebouw genaamd Torgiléo in Bellefontaine gebouwd dat de vorm heeft van een schip.

## Galerij

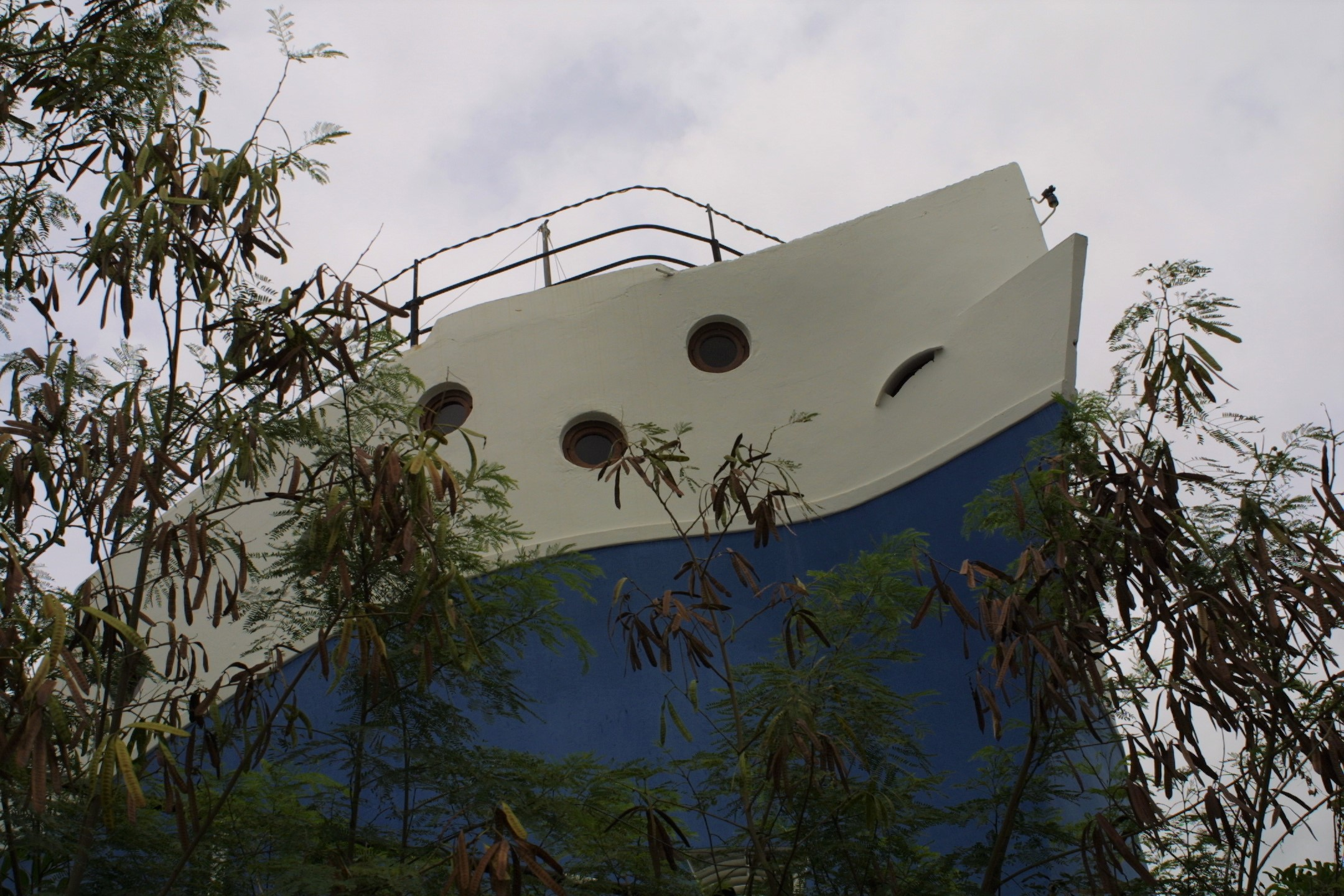
Modernistisch huis (1948) genaamd Torgiléo
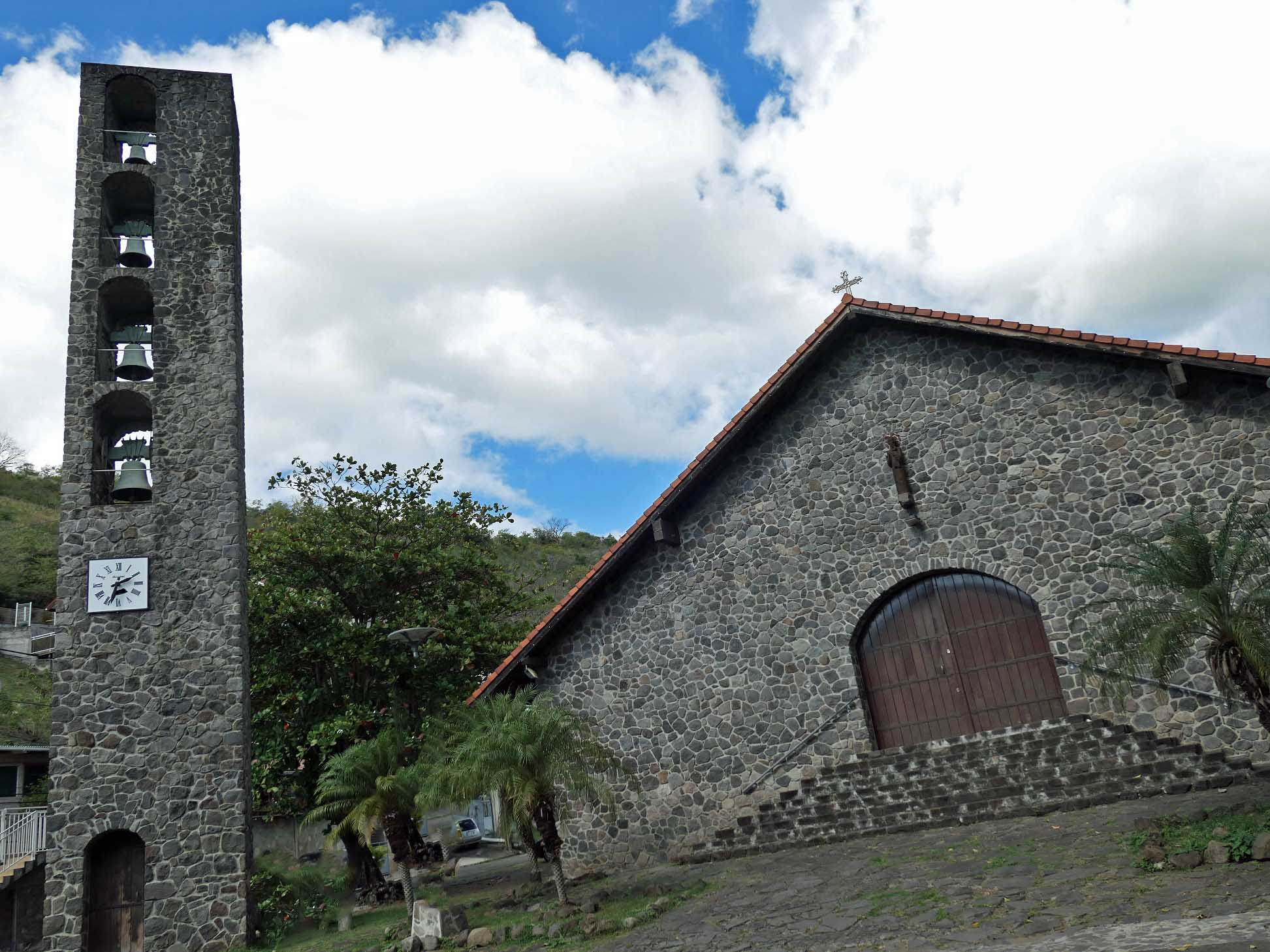
Kerk van Bellefontaine

L'Ajoupa-Bouillon · Les Anses-d'Arlet · 
Basse-Pointe · Bellefontaine · 
Le Carbet · Case-Pilote · 
Le Diamant · Ducos · 
Fonds-Saint-Denis · Fort-de-France · Le François · 
Grand'Rivière · Le Gros-Morne · 
Le Lamentin · Le Lorrain · 
Macouba · Le Marigot · Le Marin · Le Morne-Rouge · Le Morne-Vert · 
Le Prêcheur · 
Rivière-Pilote · Rivière-Salée · Le Robert · 
Saint-Esprit · Saint-Joseph · Saint-Pierre · Sainte-Anne · Sainte-Luce · Sainte-Marie · Schœlcher · 
La Trinité · Les Trois-Îlets · 
Le Vauclin